# Zlateň věncová
Zlateň věncová (Glebionis coronaria) je bylina z čeledi hvězdnicovitých (Asteraceae). Synonymická jména jsou kopretina věncová, Chrysanthemum coronarium, Xanthophthalmum coronarium a Pinardia coronaria.

## Rozšíření
Ze svého původního areálu v západním Středomoří se rostlina rozšířila i do zbytku Středomoří, do Makaronésie, Jihozápadní Asie a Severní Ameriky. Na území České republiky je nepůvodní. Objevují se zde zplanělé exempláře, které unikly ze zahrad, kde bývají pěstovány. Její výskyt na území České republiky je náhodný a je závislá na přísunu diaspor člověkem, sama se pravidelně nereprodukuje. Ve střední Evropě se pěstuje od 16. století, zavlečena k nám byla až po objevení Ameriky, jde tedy o neofyt. První dokumentovaný záznam o výskytu zlateně na českém území pochází z roku 1879.
Zlateň roste člověkem na ovlivněných stanovištích, např. na okrajích cest a polí, na rumištích a skládkách. Díky svému dekorativnímu vzhledu se často pěstuje v zahrádkách, vyskytuje se tedy také v jejich okolí. Její stanoviště jsou jak tradiční zemědělská krajina, tak moderní urbanizovaná krajina.

## Popis
Třicet centimetrů až jeden metr vysoká jednoletá nebo dvouletá rostlina s přímou lodyhou, větvená a hustě olistěná. Listy střídavé, přisedlé, kopinaté, 1–2krát peřenosečné s úzce trojúhelníkovitými úkrojky. Květy se shlukují do květenství zvaného úbor. Tyto úbory mají 3–7 cm v průměru a jsou tvořeny žlutými trubkovitými květy a bílými nebo žlutobílými jazykovitými květy. Kvete od března do října, plodem je nažka.

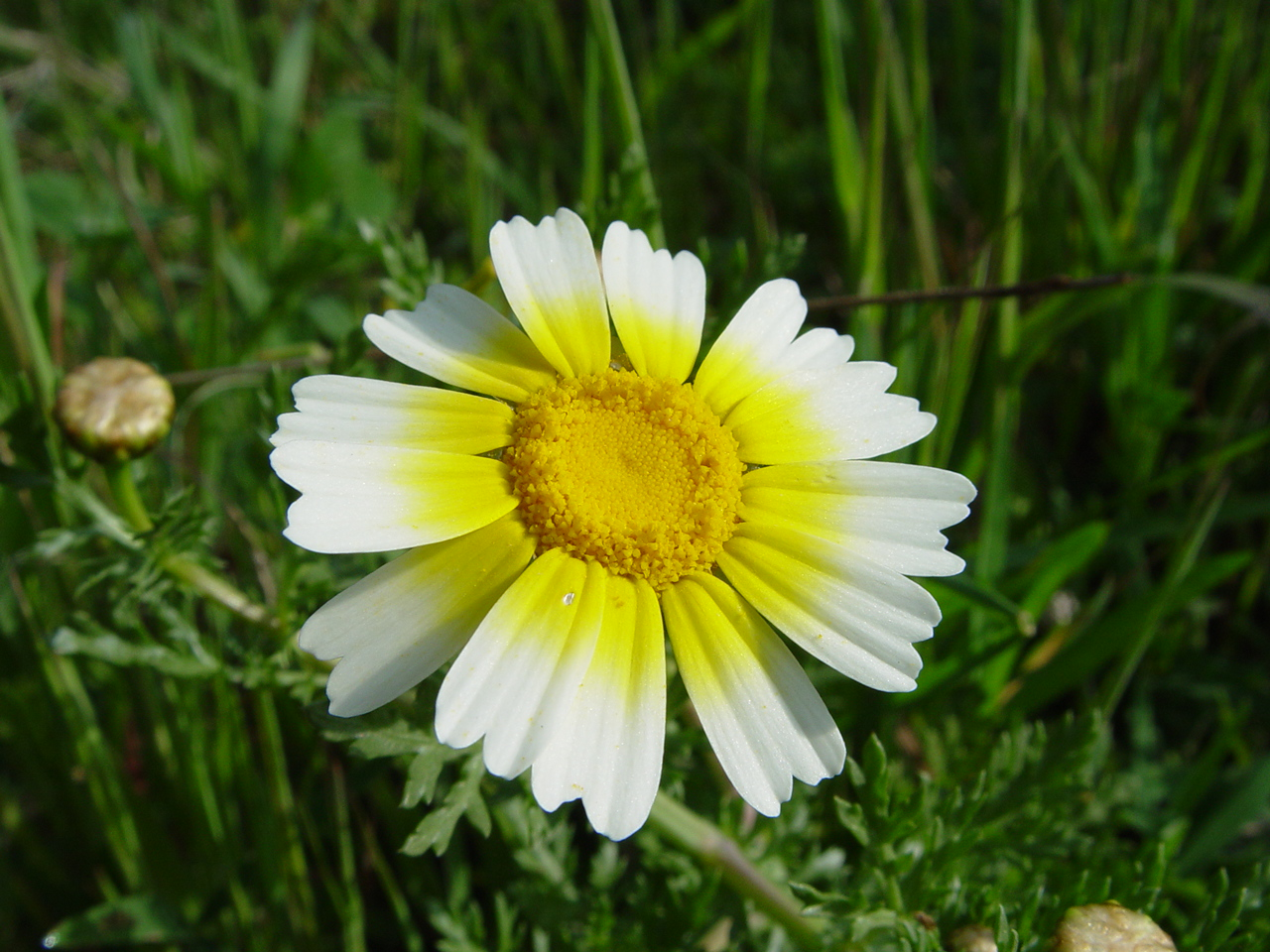
Trubkovité květy uprostřed jsou žluté, jazykovité na okraji žlutobílé
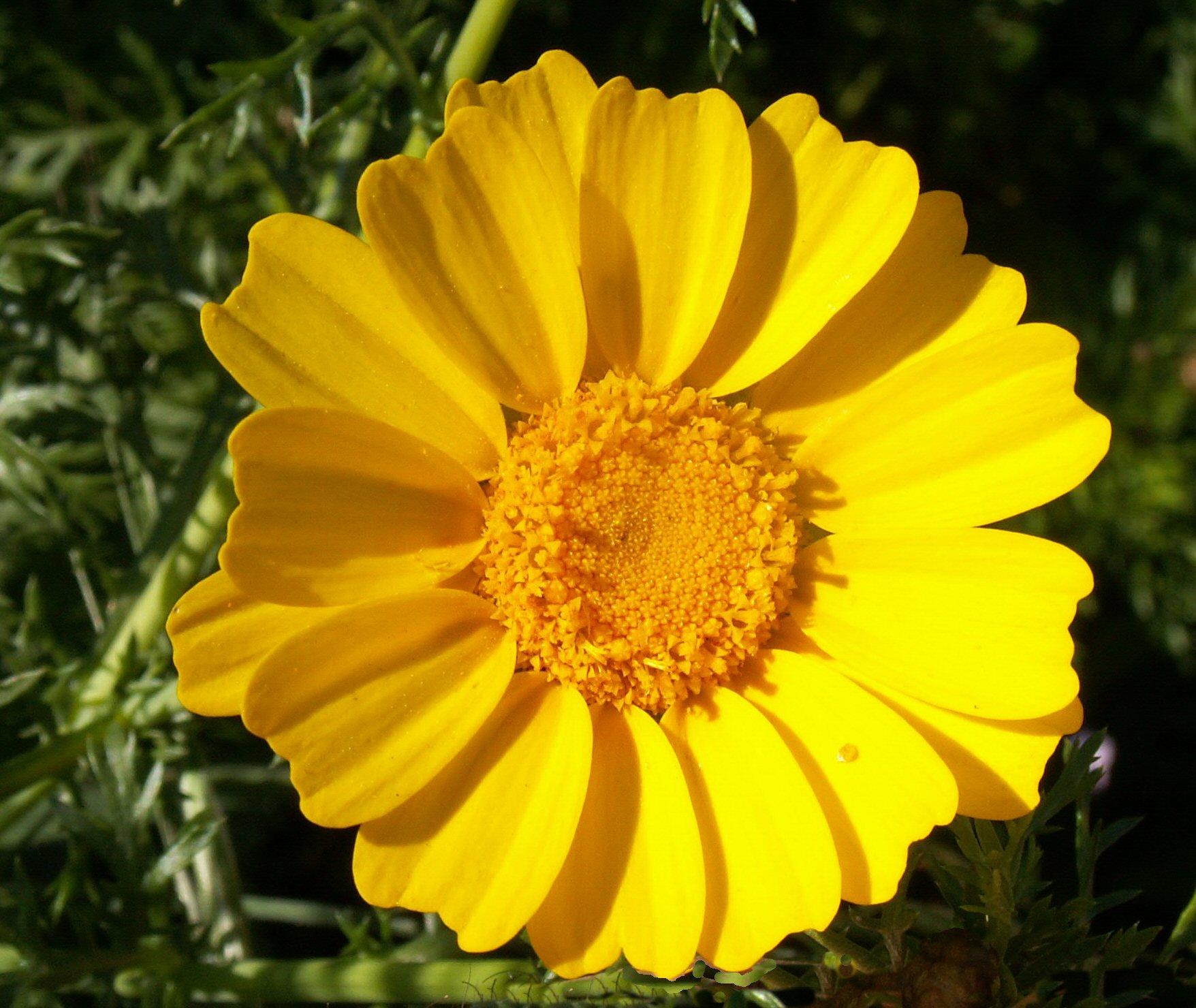
Zlateň může mít ale všechny květy i stejně barevné
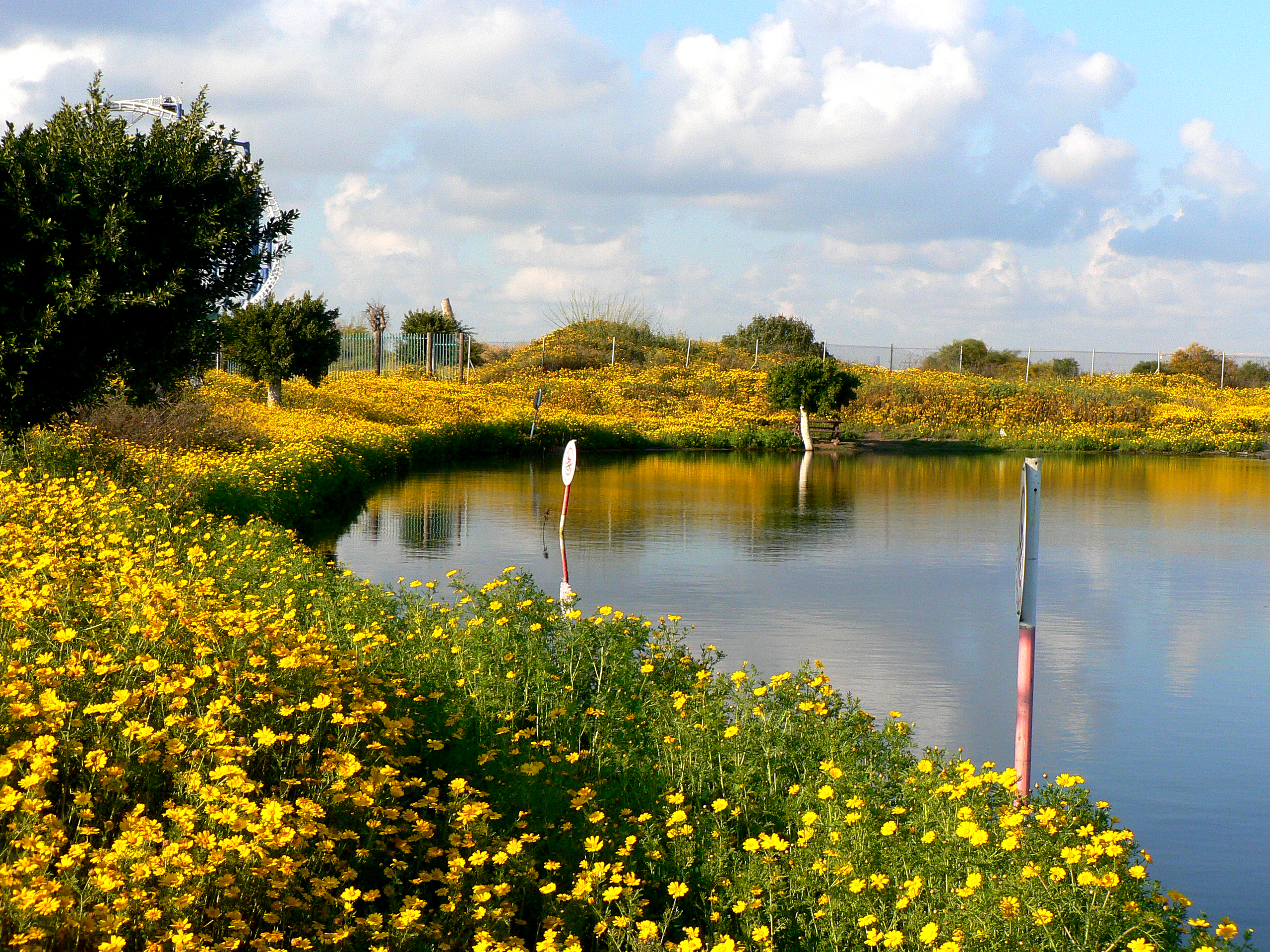
Květy zlateně jsou velmi dekorativní
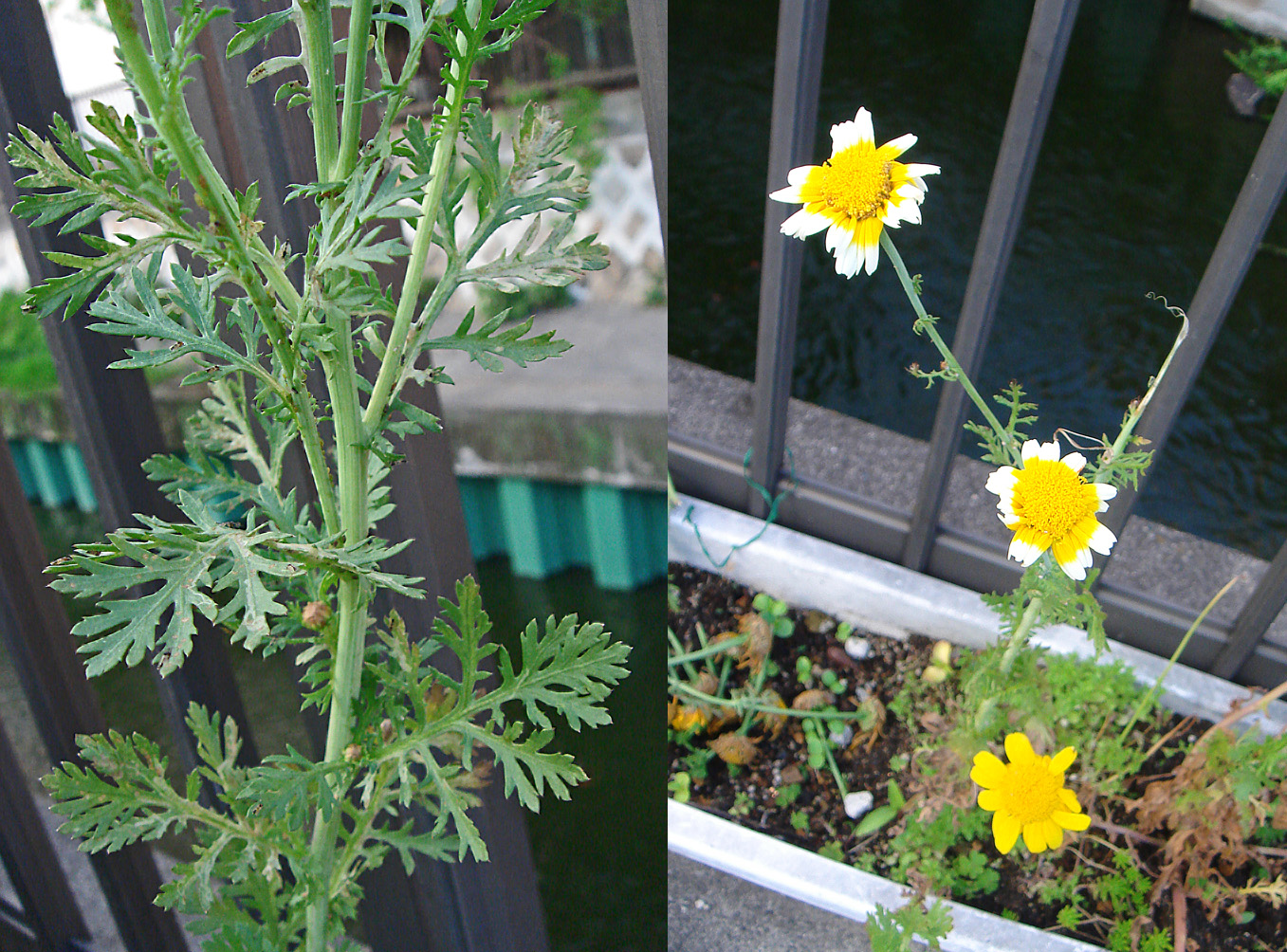
Celkový habitus rostliny

## Využití
Tato dekorativní rostlina může zdobit zahrady či parky, vyšlechtěna byla řada kultivarů, včetně plnokvětých. Mladé listy a stonky se používají do salátů nebo se tepelně upravují; obvykle se prodávají pod názvem jedlá chryzantéma. Zlateň má vysoký obsah vitamínu C a provitamínu A. Dále obsahuje draslík, folacin, fosfor, hořčík, vápník, beta-karoten a vitamíny B1, B2 a B3. V zahradě prý dokáže ochránit ostatní rostliny před housenkami.
V bylinkářství se celá rostlina využívá jako expektorans (prostředek usnadňující vykašlávání), kvetoucí rostlina jako laxativum (projímadlo), šťáva z rostliny jako lék na sexuálně přenosné choroby, květ jako stomachicum, lék na žaludeční slabost.[zdroj?]